# Spratellicypris
Spratellicypris is een geslacht van straalvinnige vissen uit de familie van karpers (Cyprinidae).

## Soort
- Spratellicypris palata (Herre, 1924)